# Bardsragujn chumb
La Bardsragujn chumb (in armeno Բարձրագույն Խումբ), ufficialmente denominata Fastex Premier League per ragioni di sponsorizzazione, è la massima divisione calcistica dell'Armenia, che si colloca al vertice del campionato armeno di calcio, ed è gestita dalla Football Federation of Armenia.
Nacque nel 1992, dopo che il Paese ebbe ottenuto l'indipendenza dall'Unione Sovietica. In precedenza, fra il 1936 ed il 1991, veniva disputato un campionato a carattere regionale, come in molte altre repubbliche sovietiche.

## Formula
Il torneo prevede la partecipazione di 10 squadre, che si affrontano in un girone all'italiana con doppia andata e doppio ritorno, per un totale di 36 giornate. La prima classificata conquista il titolo di campione d'Armenia ed accede al primo turno preliminare di Champions League, mentre la seconda e la terza classificate accedono al primo turno preliminare di Europa League. L'ottava ed ultima classificata retrocede in Aradżin Chumb.
Il campionato si è generalmente svolto con un calendario annuale, nel quale la stagione iniziava a marzo e finiva in settembre. Nelle stagioni 1995-1996 e 1996-1997 si è seguito il calendario dell'Europa occidentale, con stagioni che partono in autunno e terminano in primavera, a questo scopo fu disputato un torneo di transizione nel 1995.
Nella stagione 2012-2013 la federazione decise di ripristinare tale formula: il campionato partì il 24 marzo 2012 e si concluse il 18 maggio 2013.
Dal 2013-2014 il calendario segue l'andamento dei campionati europei, con la stagione che inizia a luglio o agosto e si conclude nel maggio seguente.

## Storia
Il primo torneo fu disputato con due gironi all'italiana da 12 squadre ciascuno. Le prime sei dei due gironi ebbero accesso ad un secondo turno, con gare di andata e ritorno, per la conquista del titolo, assegnato ex aequo a Širak e Homenetmen.
Nel 1993 sedici squadre, diventate subito quindici per il fallimento del Syunik Kapan, erano raggruppate in un unico girone da cui uscì vincitrice l'Ararat Erevan. Le ultime due, Malatia-Kilikia Erevan e Kasakh Ashtarak, retrocedettero in Aradżin Chumb. Stessa organizzazione nel 1994, con sedici squadre che divennero quindici per il fallimento dell'Impuls Dilijan, e lo Širak a vincere il secondo titolo in tre anni. Nairit Erevan, Lori Vanadzor, SKA-Arai Echmiadzin e Kanaz Erevan, le ultime quattro, retrocedettero in seconda divisione.
Nel 1995 ci fu il primo cambiamento radicale: venne organizzato un campionato estivo di transizione, con dodici squadre suddivise in due gironi da sei club ciascuno. Nessun titolo venne assegnato, Širak e Ararat vinsero i rispettivi gironi.
Il campionato 1995-1996 fu il primo dei due ad essere giocato seguendo il calendario dei tornei occidentali, con gare tra l'autunno e la primavera: tornò ad essere costituito da un girone unico di dodici squadre, con il Pyunik campione armeno per la prima volta. L'ultima classificata, l'Aznavour Noyemberyan, retrocesse direttamente, mentre l'Aragats Gyumri, penultima, dopo uno spareggio contro il CSKA Erevan. La stagione successiva vide il Pyunik confermarsi campione, mentre in coda alla classifica la neopromossa CSKA Erevan andò in bancarotta ed ebbe tutte le gare dalla terza giornata in poi perse per 3-0. Homenmen Erevan, Arabkir Erevan e Zankezour Goris furono le retrocesse in Aradżin Chumb.
Nella seconda parte del 1997 venne organizzato un secondo torneo di transizione, disputato con un girone unico di dieci squadre, fu vinto dallo Erevan e l'unica retrocessa fu il Lori Vanadzor, per poi tornare dal 1998 all'abituale calendario secondo l'anno solare. Il 1998 vide l'ennesimo cambiamento, con un girone unico di dieci squadre, diventate nove per il fallimento del Kotayk Abovian; le prime sei ebbero accesso ad un girone per l'assegnazione del titolo, che fu vinto dallo Tsement Ararat, mentre le ultime tre relegate in un girone in cui l'ultima, lo Širak-2, dovette confrontari nello spareggio promozione-retrocessione con la seconda classificata dell'Aradżin Chumb, il Lori Vanadzor. Lo Shirak-2 vinse 3-2 e rimase in massima serie.
Il campionato 1999 vide dieci squadre al via, che divennero 9 a causa dell'espulsione del Karabakh Erevan per problemi finanziari, in un girone unico con doppie gare di andata e ritorno. Il campionato fu vinto dallo Širak; Gyumri e Dvin Artashat retrocessero direttamente, mentre il Kilikia scese di categoria perdendo lo spareggio contro il Mika, seconda classificata nel torneo cadetto.
Dopo il successo dell'Araks Ararat (2000), dal 2001 al 2010 il campionato è stato dominato dal Pyunik, che ha vinto dieci campionati consecutivi. Nel 2011 il suo dominio è stato interrotto dall'Ulisses, campione per la prima volta.

## Squadre 2025-2026
| Squadra          | Città        | Stadio                              |
| ---------------- | ------------ | ----------------------------------- |
| Alaškert         | Erevan       | Stadio Alaškert                     |
| Ararat           | Erevan       | Stadio Repubblicano Vazgen Sargsyan |
| Ararat-Armenia   | Erevan       | FFA Academy Stadium                 |
| BKMA Erevan      | Erevan       | FFA Academy Stadium                 |
| Ganjasar         | Erevan       | Stadio Lernagorts                   |
| Noah             | Erevan       | Stadio Vahagn Tumasyan (Abovyan)    |
| P'yownik         | Erevan       | Stadio Junior Sport                 |
| Širak            | Gyumri       | Stadio comunale di Gyumri           |
| Urartu           | Erevan       | Stadio Urartu                       |
| Van Charentsavan | Charentsavan | Stadio comunale di Charentsavan     |

## Squadre partecipanti
Sono 40 le squadre ad aver preso parte ai 34 campionati di Bardsragujn chumb dal 1992 al 2025-2026 (in grassetto le squadre che partecipano alla stagione 2025-2026 del campionato):
- 34 volte:  Ararat,  Širak
- 33 volte:  P'yownik
- 28 volte:  Urartu
- 23 volte:  Mika Erevan
- 14 volte:  Alaškert,  Syunik
- 13 volte:  Kotayk'
- 11 volte:  Ulisses
- 10 volte:  Araks Ararat
- 9 volte:  Erebuni,  Kilikia,  Leṙnayin Arc'ax
- 8 volte:  Ararat-Armenia,  Noah
- 7 volte:  Lori,  Van Erevan
- 6 volte:  BKMA Erevan,  Erevan,  Impuls,  Van Charentsavan
- 4 volte:  Aragats Gyumri,  Aznavour Noyemberyan,  Lernagorts-Ararat Kapan,  Yerazank,  Zangezour,  Zvart'noc'
- 3 volte:  Dvin Artashat,  Kanaz Yerevan,  Nairi Erevan,  Zvartnots Echmiadzin
- 2 volte:  Ganjasar,  Malatia Erevan,  West Armenia
- 1 volta:  Arabkir Erevan,  Debed Alaverdi,  NIG Aparan,  Noravank,  Sevan,  Shengavit

## Albo d'oro
- 1992:  P'yownik (1),  Širak (1)
- 1993:  Ararat (1)
- 1994:  Širak (2)
- 1995: non assegnato
- 1995-1996:  P'yownik (2)
- 1996-1997:  P'yownik (3)
- 1997:  Erevan (1)
- 1998:  Tsement Ararat (1)
- 1999:  Širak (3)
- 2000:  Araks Ararat (2)
- 2001:  P'yownik (4)
- 2002:  P'yownik (5)
- 2003:  P'yownik (6)
- 2004:  P'yownik (7)
- 2005:  P'yownik (8)
- 2006:  P'yownik (9)
- 2007:  P'yownik (10)
- 2008:  P'yownik (11)
- 2009:  P'yownik (12)
- 2010:  P'yownik (13)
- 2011:  Ulisses (1)
- 2012-2013:  Širak (4)
- 2013-2014:  Banants (1)
- 2014-2015:  P'yownik (14)
- 2015-2016:  Alaškert (1)
- 2016-2017:  Alaškert (2)
- 2017-2018:  Alaškert (3)
- 2018-2019:  Ararat-Armenia (1)
- 2019-2020:  Ararat-Armenia (2)
- 2020-2021:  Alaškert (4)
- 2021-2022:  P'yownik (15)
- 2022-2023:  Urartu (2)
- 2023-2024:  P'yownik (16)
- 2024-2025:  Noah (1)

## Vittorie per squadra
| Club                           | Vittorie | Secondo | Stagioni                                                                                      |
| ------------------------------ | -------- | ------- | --------------------------------------------------------------------------------------------- |
| P'yownik                       | 16       | –       | 1992, 1996, 1997 2001, 2002, 2003, 2004, 2005, 2006, 2007, 2008, 2009, 2010, 2015, 2022, 2024 |
| Širak                          | 5        | 8       | 1992, 1994, 1995, 1999, 2013                                                                  |
| Alaškert                       | 4        | –       | 2016, 2017, 2018, 2021                                                                        |
| Urartu ( Banants)              | 2        | 6       | 2014, 2023                                                                                    |
| Ararat                         | 2        | 4       | 1993, 1995                                                                                    |
| Araks Ararat ( Tsement Ararat) | 2        | –       | 1998, 2000                                                                                    |
| Ararat-Armenia                 | 2        | 1       | 2019, 2020                                                                                    |
| Noah                           | 1        | 3       | 2025                                                                                          |
| Ulisses                        | 1        | 1       | 2011                                                                                          |
| Erevan                         | 1        | –       | 1997                                                                                          |

In grigio le squadre che non esistono più.